# 達康.come
達康.come是由陳彥達（阿達）和何瑞康（康康）組成的台灣漫才搭檔組合，兩人為笑太夫漫才集團創辦人。
在漫才演出中，通常由阿達擔任吐槽役、康康擔任裝傻役，從寫段子、排練到演出都是兩人親自包辦。

## 簡介
達康兩人皆為國立臺北藝術大學戲劇系畢業，是為學長和學弟的關係。2013年初兩人結成搭檔，初期團名為「黃金比例」。康康的身高是188.8公分，比阿達高約30公分，因此在搭檔成立初期便因為麥克風的高度而困擾。
於之後成立笑太夫漫才集團，由阿達擔任團長、康康擔任劇團總監，以推廣漫才創作、演出為劇團重點核心，並嘗試運用各種戲劇特性及劇場以外的各式媒介，結合漫才精神發展各樣喜劇可能，期待讓作品更豐富、為觀眾帶來更多歡笑。
除了常態性的演出，他們也開班傳授表演技巧，或參與劇場演出。2016年時，擔任《原來1家人》的編劇導演。2019年時，擔任奇幻音樂喜劇《西哈遊記－魔二代再起》導演（哈利共同參與）。
於2024年11月1日，達康.come官方網站正式上線。
於2025年5月14日，「達康.come笑Tube」頻道突破20萬訂閱數。
現為二三現場喜劇俱樂部「漫才 Open Mic」的常駐主持人，於每兩週的週日晚上八點開演。

## 成員

### 阿達
阿達，本名陳彥達，於達康.come中通常擔任吐槽役一職。
自2007年起從事搞笑相關創作及演出，曾任魚蹦興業副團長，除了達康.come 的活動外，也參與過許多的劇場演出及多部廣告拍攝。

### 康康
康康，本名何瑞康，於達康.come中通常擔任裝傻役一職。
自2008年起從事搞笑相關創作及劇場演出，曾是魚蹦興業團員，也是位踢踏舞者、吉他手、歌手、詞曲創作者。
2016年10月17日於街聲發行首張創作EP《給我說個故事吧》，共收錄四首作品。作品極具畫面感與故事性，以及對世界及社會議題的關注與諷刺、當代人自我生存處境的省思。透過成熟洗鍊或戲謔反諷的文字，時而張狂時而呢喃的口吻，演唱對人世各色各樣的體悟，遊走在音樂之中。
EP內第三首歌曲〈刑者〉深受大眾喜愛，其試聽影片現今在YouTube平台上已破百萬觀看數。
於2019年12月31日，發行首張創作專輯《山那》，其中共收錄11首作品。由甫奪下第30屆金曲獎最佳台語專輯獎的廖士賢擔綱製作人，與同屆獲得最佳編曲獎的越裔法籍音樂家尊室安再度攜手，同時找來多次在金曲獎與金音獎大放異彩的十九兩樂團、Vast&Hazy吉他手林易祺…等等優秀音樂人共同製作。
於2024年2月份，在個人平台釋出兩首創作歌曲影片〈我是一個殺手〉及〈在不對的時間遇到不對的人〉。

## 笑太夫漫才集團的夥伴們

### 哈利
哈利，本名曹瑜。
經常與達康.come一起合作演出，並常駐於Podcast《達康還在講》之中。負責許多達康.come的視覺設計、周邊商品製作、動畫繪製...等，達康標誌性的Q版人像即出自於哈利之手。
國立臺北藝術大學戲劇系畢業，與阿達是同一屆的同學、比康康大一屆的學姐。參與過許多演出，曾經與臺北海鷗劇團、香港演藝學院碩士生製作及新人新視野等擔任演員。
創有自有品牌 H Stuff Room。設計各式創意手工製作設計品，主要為燈飾、個性飾品與各種具戲劇風格的畫作，並於2014年始於各特色空間辦理畫展。

### 犬編
負責達康.come的幕後工作。
長期為幕後團隊的大功臣，通常擔任多方面的統籌與製作，也是Podcast《達康還在講》的藏鏡人之一，在其中與達康哈有許多互動，並常於留言區中回覆觀眾，是一位認真的理工女孩。

### ALLY
負責達康.come的幕後工作。
目前主要負責媒體部分，也是Podcast《達康還在講》的藏鏡人之一，在節目中常以年輕人的角度被CUE分享觀點。

### 吳修和
負責達康.come表演的舞台設計。

### 強尼
本名張義宗，又名夢蘭嬌，主要負責達康的服裝設計與妝髮造型。
其中達康的演出服之一「浮世繪西裝」為夢蘭嬌女士親自在日本選布後給師傅特別訂做。

## 影音作品
《達康十週年－自我ㄅㄧㄠˇ揚大會》
- 在十週年巡演期間，團隊遇見五月天阿信與必應創造團隊，阿信對於達康十分有興趣，主動邀約合作並與其討論，決定由阿信擔任音樂總監，由必應擔任錄影團隊，在員林巡迴時合作加開這一場「為了將這一切美好記錄下來的錄影場」。[14]
- 2023年9月2日，於彰化縣員林演藝廳的「快樂封存場」演出，並由必應團隊錄製拍攝現場。
- 2023年12月28日，演出紀念實體光碟正式開放預購。（分為DVD版以及BD版）
- 2024年2月1日，演出紀念實體光碟官方出貨。
- 2024年7月25日，演出影片正式上架於MyVideo影音平台及薩泰爾娛樂官網，官方表示之後將會釋出於更多串流平台。
- 2024年11月1日，演出影片上架於YouTube達康.come笑Tube頻道，僅限頻道會員觀看。

## Podcast
節目環節
- 達啦達啦康：

如同電視節目開頭的Jingle，三人會於Podcast開頭唱出他們自編的開場曲。
- 已讀誤回QQA：

無來賓時，達康哈三人從觀眾填寫的表單中選擇問題，但有時常會切入不同的話題，而且會跳不回原本的問題，正如Podcast的說明欄中的描述：「歡迎分享你的疑難雜症，不保證回答，回答也不保證有幫助」
- 人性賓果：

節目演變
| 開播日        | 停播日        | 節目名稱              | 集數   | 介紹                                                                     |
| 2020年2月23日 | 2020年6月8日  | 達康還在講？          | 共27集 |                                                                          |
| 2020年6月10日 | 2021年8月27日 | 達康還在講？          | 共57集 | 由PressPlay平台製播                                                      |
| 2021年9月2日  | 2024年1月29日 | 達康還在講Return      | 共73集 |                                                                          |
| 2024年2月19日 | 至今還在講    | 達康還在講－新世界    |        | 首次採用錄播的形式於每週一播出，並新增了YouTube Shorts及影片播出前的預告 |
| 2024年3月19日 | 至今還在講    | 達康還在講 Hello LIVE |        | 穿插在《新世界》且以每月一次直播的形式播出                               |

## 演出作品
| 地區 | 日期       |
| ---- | ---------- |
| 臺北 | 1/26、1/27 |
| 屏東 | 2/2、2/3   |
| 臺中 | 2/17、2/18 |
| 桃園 | 2/23、2/24 |
| 高雄 | 3/1、3/2   |

| 地區 | 日期               |
| ---- | ------------------ |
| 臺北 | 5/3、5/4、5/5      |
| 嘉義 | 5/11               |
| 臺中 | 5/17、5/18         |
| 花蓮 | 5/25（免費公益場） |
| 高雄 | 6/1、6/2           |

| 地區 | 日期       |
| ---- | ---------- |
| 臺北 | 7/26、7/27 |
| 臺南 | 8/2、8/3   |
| 臺中 | 8/9、8/10  |
| 新竹 | 8/16、8/17 |
| 高雄 | 8/23、8/24 |

| 地區 | 日期             |
| ---- | ---------------- |
| 臺北 | 11/1、11/2、11/3 |
| 桃園 | 11/9             |
| 臺中 | 11/15、11/16     |
| 新竹 | 11/22、11/23     |
| 高雄 | 11/29、11/30     |

| 地區 | 日期             |
| ---- | ---------------- |
| 臺北 | 2/14、2/15、2/16 |
| 高雄 | 2/21、2/22       |
| 宜蘭 | 3/1、3/2         |
| 臺中 | 3/7、3/8         |
| 臺南 | 3/14、3/15       |

| 地區 | 日期                  |
| ---- | --------------------- |
| 臺北 | 5/9、5/10、5/16、5/17 |
| 桃園 | 5/24、5/25            |
| 臺中 | 5/30、5/31            |
| 高雄 | 6/6、6/7              |

| 地區 | 日期                   |
| ---- | ---------------------- |
| 臺北 | 8/15、8/16、8/22、8/23 |
| 臺中 | 8/29、8/30             |
| 高雄 | 9/5、9/6               |

## 外部連結
- 官方网站：達康.come漫才
- YouTube上的達康.come頻道
- 達康.come的Facebook專頁
- 達康.come的Instagram帳戶
- 達康.come的Threads